# Stern John
Stern John (Trincity, 30. listopada 1976.) bivši je trinidadtobaški nogometaš i reprezentativac.

## Karijera
Karijeru je 1995. godine započeo u američkom nogometu gdje je igrao za Mercer CC. Od 1998. do 1999. igrao je za Columbus Crew iz kojeg prelazi u engleskog drugoligaša Nottingham Forest. Nakon Nottinghama igrao je za niz engleskih klubova, a samo je s Birminghamom i Sunderlandom igrao u Premier ligi. Prvi put 2011. godine nastupa za jedan klub s Trinidada i Tobaga, North East Stars. Zatim se vraća u Englesku gdje 2012. nastupa za niželigaški klub Solihull Moors u kojem okončava karijeru. U igračkoj je mirovini bio do 2014. kada počinje igrati za trinidadtobaškog drugoligaša WASA FC.
Za reprezentaciju Trinidada i Tobaga odigrao je od 1995. do 2012. 115 utakmice i postigao 70 pogodaka što ga čini najboljim strijelcem u povijesti reprezentacije. S reprezentacijom je nastupio na svjetskom prvenstvu 2006. u Njemačkoj.

## Vanjske poveznice
- Profil na transfermarkt.de
- Profil na soccerbase.com